# Сорокин, Георгий Александрович
Гео́ргий Алекса́ндрович Соро́кин (20 июля 1924, Армавир, Краснодарский край, РСФСР — 22 марта 1945, Польша) — участник Великой Отечественной войны, Герой Советского Союза.

## Биография
Родился 20 июля 1924 года в городе Армавир Краснодарского края в семье служащего. Русский. Кандидат в члены ВКП(б)/КПСС.  Детство и юность прошли в городе Новочеркасске. Окончил 10 классов в городе Новочеркасск Ростовской области. Работал в колхозе. 
В июле 1942 года призван в ряды Красной Армии. В том же году закончил Полтавское танковое училище. Кандидат в члены ВКП(б).
На фронте с января 1944 года. Служил командиром танка 51-й танковой бригады в составе 3-го танкового корпуса.
3 августа 1944 года командир танка 51-й танковой бригады младший лейтенант Сорокин участвовал в отражении вражеских атак в районе населённого пункта Чарна (северо-восточнее города Миньск-Мазовецки, Польша).
В ходе боя его экипаж уничтожил четыре танка, 20 бронетранспортёров и около ста гитлеровцев. Когда машина Сорокина была подожжена, а её командир ранен, он таранным ударом уничтожил ещё один вражеский танк. Будучи тяжело раненым, пересел на другой танк и продолжал бой. 
Указом Президиума Верховного Совета СССР от 24 марта 1945 года за мужество, отвагу и героизм, проявленные в борьбе с немецко-фашистскими захватчиками, младшему лейтенанту Сорокину Георгию Александровичу присвоено звание Героя Советского Союза.
После излечения в госпитале Г.А. Сорокин вернулся в свою часть, которая в ноябре 1944 года была преобразована в 47-ю гвардейскую танковую бригаду, и был назначен командиром взвода. 
Участвовал в Варшавско-Познанской и Восточно-Померанской операциях. В боях по освобождению городов Мщонув и Жирардув (оба – Польша) гвардии лейтенант Сорокин уничтожил два бронетранспортёра, два артиллерийских орудия и около 25 солдат и офицеров противника, за что был награждён орденом Отечественной войны 2-й степени.
22 марта 1945 года Сорокин погиб в бою. Похоронен в городе Мыслибуж (Польша).

## Награды
- Герой Советского Союза (24 марта 1945)[1];
- орден Ленина (24 марта 1945)[1];
- орден Отечественной войны II степени (13.02.1945)[2].

## Память

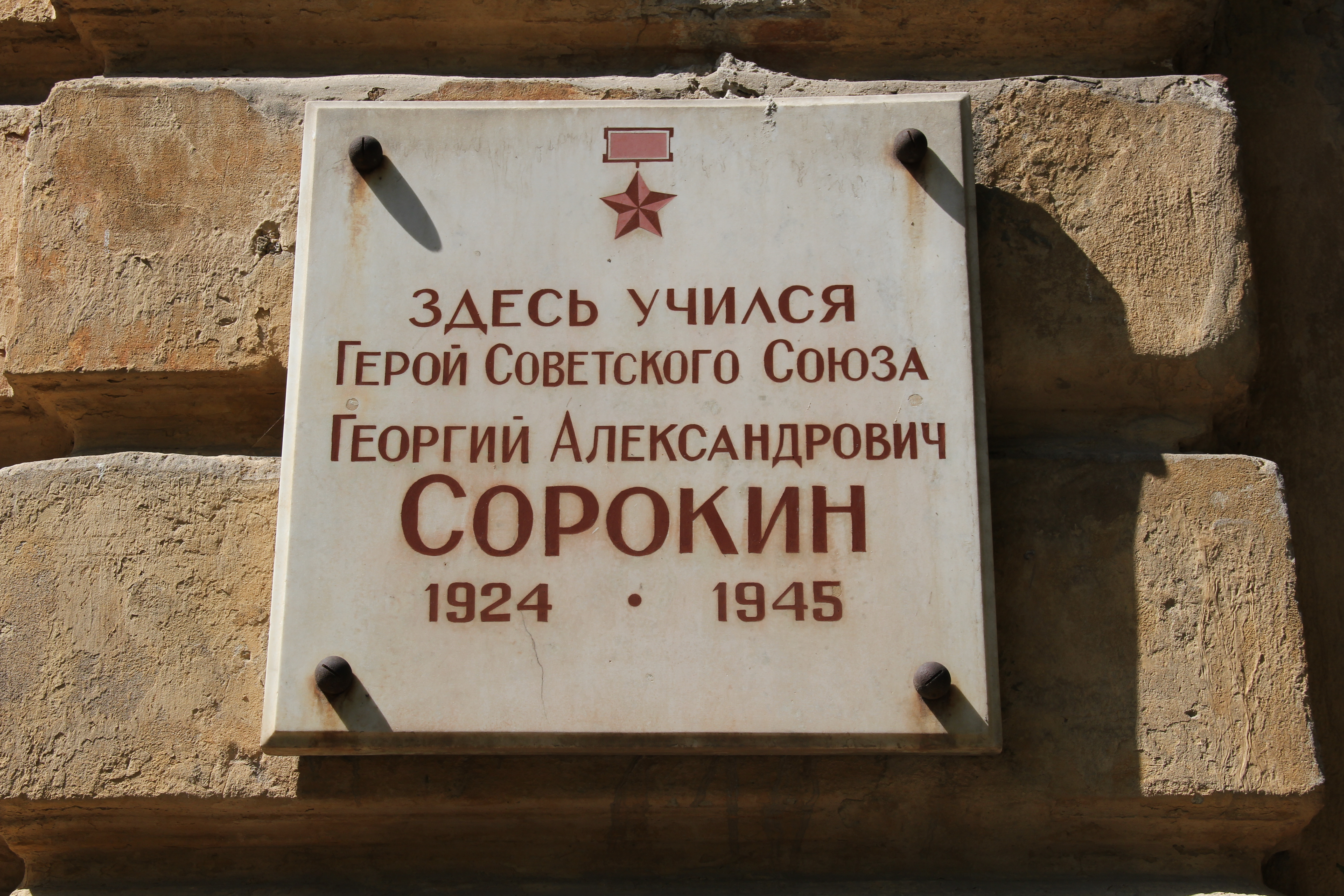
Мемориальная доска на стене МОУ СОШ № 5 Новочеркасска, посвященная Герою Советского Союза младшему лейтенанту Г. А. Сорокину.

- Именем Сорокина была названа улица в городе Новочеркасск, а также установлен бюст.
- На школах № 5 и 8, доме пионеров Армавира и улице в Новочеркасске были установлены мемориальные доски.
- Именем Г.А. Сорокина назван в Новочеркасске  электровоз.
- Увековечен на сайте МО РФ «Дорога памяти»

## Труды
- Страницы жизни. З-е изд. — Ростов-на-Дону, 1970.[3]